# Качмарек, Чеслав
Че́слав Качма́рек (пол. Czesław Kaczmarek, 16 апреля 1895 года, Лесево-Мале — 26 августа 1963 года, Люблин, Польша) — католический прелат, епископ Кельце с 24 мая 1938 года по 26 августа 1963 год.

## Биография
После окончания средней школы Чеслав Качмарек поступил в педагогическое училище, по окончании которого в 1916 году получил диплом преподавателя и занимался частной преподавательской деятельностью. Позднее обучался в семинарии в Плоцке. 20 августа 1922 года был рукоположен в священника, после чего поехал на обучение в Лилль, где получил научную степень доктора богословия. В 1928 году Чеслав Качмарек возвратился в Польшу.
24 мая 1938 года Римский папа Пий XII назначил Чеслава Качмарека епископом Кельце. 4 сентября 1938 года состоялось рукоположение Чеслава Качмарека в епископа, которое совершил титулярный архиепископ Сиракуз и апостольский нунций в Польше Филиппо Кортези в сослужении с епископом Луцка Адольфом Петром Шелёнзеком и вспомогательным епископом епархии Луцка и титулярным епископом Камахуса Леоном Ветманьским.
К коммунистическому режиму Качмарек относился откровенно негативно. В 1946 году Качмарек сообщил американскому послу следующее: «Госбезопасность — это организация, сравнимая с гестапо и руководимая евреями».
20 января 1951 года был арестован по обвинению в шпионаже в пользу США и Ватикана. Подвергался пыткам на допросах известного своей жестокостью следователя Хумера. 14—22 сентября 1953 был проведён показательный процесс, суд под председательством Мечислава Видая приговорил Чеслава Качмарека к 12 годам лишения свободы за «сотрудничество с немцами и попытку свержения коммунистического строя». 8 февраля 1955 года был освобождён по состоянию здоровья. 3 февраля 1956 года был снова арестован и заключён в тюрьму Мокотув. 7 мая 1956 года Чеслав Качмарек попал под амнистию и 17 мая его выпустили из-под заключения с предписанием проживать в монастыре в Рывальде-Крулевском. Из-за необходимости лечения Чеслав Качмарек оставил монастырь и отправился в Варшаву, где он проживал до 30 марта 1957 года, когда с него были сняты все обвинения.
Скончался от сердечного приступа 26 августа 1963 года в Люблине.
Был посмертно реабилитирован в 1990 году.

## Награды
- Большой крест Ордена Возрождения Польши (2007 г.)[3].

## Память
- Именем Чеслава Качмарека названа улица в городе Кельце.